# HMS Royal Sovereign (1915)
HMS Royal Sovereign (Его Величества Корабль «Ройял Соверен») — супердредноут, головной в серии из пяти кораблей типа «Ривендж». Строился на казённой верфи в Портсмуте, Великобритания. Спущен на воду 29 мая 1915 года. Включён в списки флота в мае 1916 года. С 1944 по 1949 годы служил в советском ВМФ, в котором носил имя «Архангельск».

## Служба в Королевских ВМС Великобритании (1915—1944)
Май 1916 года — приписан к 1-й эскадре Гранд флита. 1916 год — из-за поломки машин не смог принять участие в Ютландском сражении.
В 1920—1930-х годах «Ройял Соверен» претерпел много мелких модернизаций, в основном сводившихся к усилению зенитного вооружения. В 1924—1925 годах 76-мм орудия уступили место 102-мм одиночным зениткам (сначала двум, а затем и четырём), которые, в свою очередь, в конце 30-х заменили на спаренные. Тогда же, с 1936 года, началась установка восьмиствольных 40-мм автоматов («двухфунтовых пом-помов»), закончившаяся уже после начала боевых действий, и радаров. Угол возвышения орудий главного калибра не был увеличен, и они уступали по дальности стрельбы практически всем линкорам Второй мировой войны.
В сентябре 1939 года линкор входил в состав Флота метрополии (Home Fleet), а потом был переведён в Средиземноморский флот и 18 июля 1940 года участвовал в сражении при Пунта-Стило, однако из-за недостаточной скорости корабля Каннигэм не сумел навязать итальянским линкорам «Джулио Чезаре» и «Конте ди Кавур» решительный бой.
В 1940—1941 годах «Ройял Соверен» сопровождал атлантические конвои. В 1942 году был на короткое время приписан к Восточному флоту, базировавшемуся в Тринкомали, на о-ве Цейлон, а потом переведён в Килиндини, Кения, поскольку считался слишком устаревшим для борьбы с японским флотом.
С сентября 1942 по сентябрь 1943 года из-за плохого состояния механизмов прошёл капитальный ремонт в США, после чего прослужил один месяц в Индийском океане и был отозван в резерв.

## Служба в советском ВМФ (1944—1949)

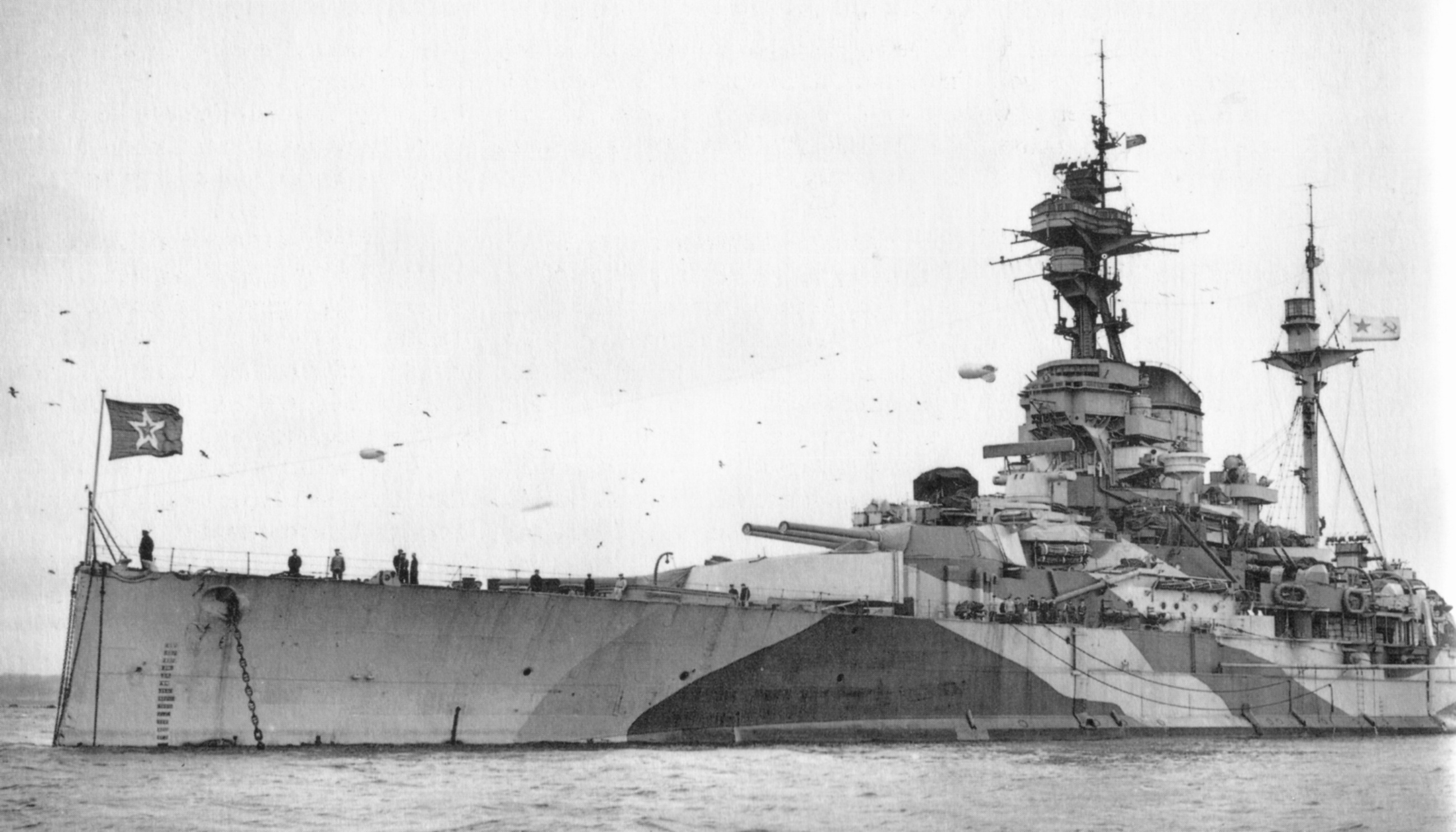
Линейный корабль «Архангельск» в 1944 году

После выхода из войны 8 сентября 1943 года Италия должна была выплатить репарации тем государствам, на территории которых её войска вели военные действия. Советское правительство хотело в счёт этих репараций получить боевые корабли основных классов, чтобы частично компенсировать потери. Но получить в то время итальянские корабли не представлялось возможным, и союзники временно передали СССР некоторое количество собственных устаревших кораблей. Одним из таких «временных» кораблей стал линейный корабль «Ройял Соверен».
К моменту передачи корабля СССР он имел следующее артиллерийское вооружение:
- главный калибр — восемь 381-мм/42 орудий «Виккерс» в четырёх двухорудийных башенных установках;
- противоминный калибр — восемь 152-мм/42 орудий «Виккерс» в одноорудийных казематных установках;
- зенитный калибр дальнего боя — восемь 102-мм/45 орудий «Виккерс» в четырёх двухорудийных щитовых установках;
- зенитный калибр ближнего боя — 24 40-мм/39 орудия «Виккерс» в двух восьмиствольных и двух четырёхствольных установках, 46 20-мм/70 орудий «Эрликон» в спаренных и 14 в одноствольных установках.

ТТХ корабля на момент передачи:
- Водоизмещение порожнего — 28 950 т.
- Водоизмещение стандартное — 29 150 т (при осадке носом 8,92 м, кормой 8,79 м).
- Водоизмещение полное — 33 500 т (осадка носом 10,83 м, кормой 9,96 м).
- Наибольшая длина 189,38 м.
- Длина по ватерлинии 187,3 м.
- Наибольшая ширина (по булям) — 32,18 м.
- Высота борта (наибольшая) — 16,54 м.

По английскому штату личный состав корабля должен был насчитывать 1234 человека: 59 офицеров, 54 специалиста 1-го класса (в советском флоте — мичманы и главстаршины), 151 — 2-го и 970 — 3-го классов.
Принимающим с советской стороны и командиром сводного отряда кораблей назначили замнаркома ВМФ вице-адмирала Г.И. Левченко, начальником штаба отряда — контр-адмирала В.А. Фокина, начальником политотдела — капитана 1-го ранга Н.П. Зарембо, командиром линкора — контр-адмирала Иванова Вадима Ивановича (бывшего командира линкора «Марат»). Подготовку к приёму корабля осуществляли члены советской военно-морской миссии инженер-капитаны 1-го ранга А.Е. Брыкин и П.П. Шишаев.
3 марта 1944 года нарком ВМФ Н.Г. Кузнецов подписал приказ № 0062 о формировании отряда кораблей, принимаемых от союзников, и экипажей для них, а 9 марта линейный корабль "Royal Sovereign" и другие получаемые корабли были зачислены в списки кораблей ВМФ СССР.

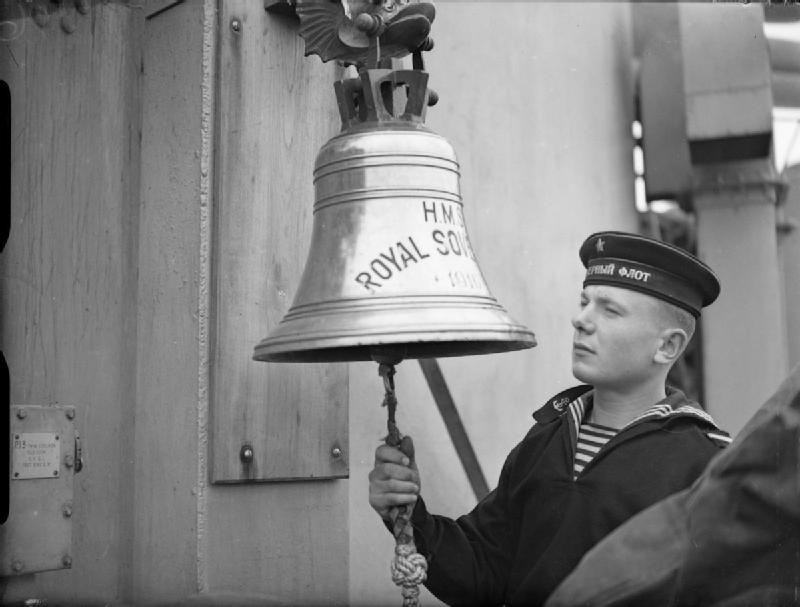
Матрос линкора «Архангельск»

Команды для кораблей были сформированы в Архангельске и 28 апреля 1944 года с очередным конвоем отправлены в Англию на пароходе «Новая Голландия». 7 мая моряки прибыли на ВМБ Гринок близ Глазго, откуда по железной дороге добрались до ВМБ Росайт, где стоял линкор. Начались работы по ремонту корабля и подготовке команды. Линкор оказался в относительно приличном состоянии, хотя были обнаружены дефекты в гидравлике. Также выявились большой расстрел стволов главного калибра и отсутствие фугасных снарядов. Командование отряда поставило вопрос о смене лейнеров и об обеспечении корабля фугасными снарядами.
30 мая состоялась церемония передачи корабля. В 11 часов 15 минут на его мачте взвился советский военно-морской флаг. С этого момента корабль стал называться «Архангельск». В течение лета линкор выходил в море для учебных стрельб и совместной практики с другими кораблями. 17 августа «Архангельск» с конвоем JW-59 вышел из Скапа-Флоу на Оркнейских островах в Ваенгу (ныне Североморск). Сначала линкор с восемью эсминцами держался вместе с конвоем, подвергшимся нескольким атакам подводных лодок. 19 августа линкор в первый и единственный раз открывал огонь по противнику, обстреляв место появления перископа подводной лодки; эсминцы из его охранения вели огонь и сбрасывали глубинные бомбы в этом походе по несколько раз ежедневно (эсминцу "Дерзкий" засчитано потопление подводной лодки U-344). Рано утром 23 августа, увеличив ход, с эсминцами сопровождения оторвался от конвоя и следовал к северу от него, также отражая атаки подводных лодок. По докладам с кораблей, были обнаружены и атакованы 5 подводных лодок, причем 2 из них «потопили». Фактически единственная подлодка U-711 выпустила 2 торпеды по линкору и одному из эсминцев, доложив о повреждении линкора (на советских кораблях эту атаку не заметили). На рассвете 24 августа, пройдя 1880 миль, линкор благополучно прибыл в Ваенгу, где стал флагманом созданной из переданных кораблей эскадры.
До конца войны линкор не покидал Кольского залива. Единственный раз главный калибр «Архангельска» выстрелил холостым залпом в День Победы. Сентябрь и декабрь 1944 года «Архангельск» провёл, в основном, стоя на якоре, а в ноябре имел 10—12 ходовых суток (непродолжительные выходы из базы в пределах Кольского залива для боевой подготовки: учебных стрельб зенитными калибрами, радиодальномерных учений и тому подобного). 
Немецкое командование, встревоженное появлением линкора на Северном флоте, дважды посылало свои подлодки в Кольский залив для его потопления в сентябре 1944 года, а в январе 1945 года провело целую операцию (три подлодки буксировали 6 сверхмалых подлодок типа «Biber» для атаки линкора на рейде), но из-за многочисленных технических неполадок на борту операция была прервана.
Наибольшее ходовое время за год — 40 суток — корабль имел в 1945 году, за это время он прошёл 2750 миль, а в дальнейшем эксплуатировался вдвое менее интенсивно, периодически выходя для отработки учебно-боевых задач в Баренцево и Белое моря. Всего в 1946 году за 19 ходовых суток линкор прошёл 1491 милю, а в 1947 году — 1826 миль (21 ходовые сутки). Заводских ремонтов и докований корабль за время пребывания в советском флоте не проходил. В 1947 году «Архангельск» выскочил на мель, о полученных им повреждениях, если они и были, ничего не известно.

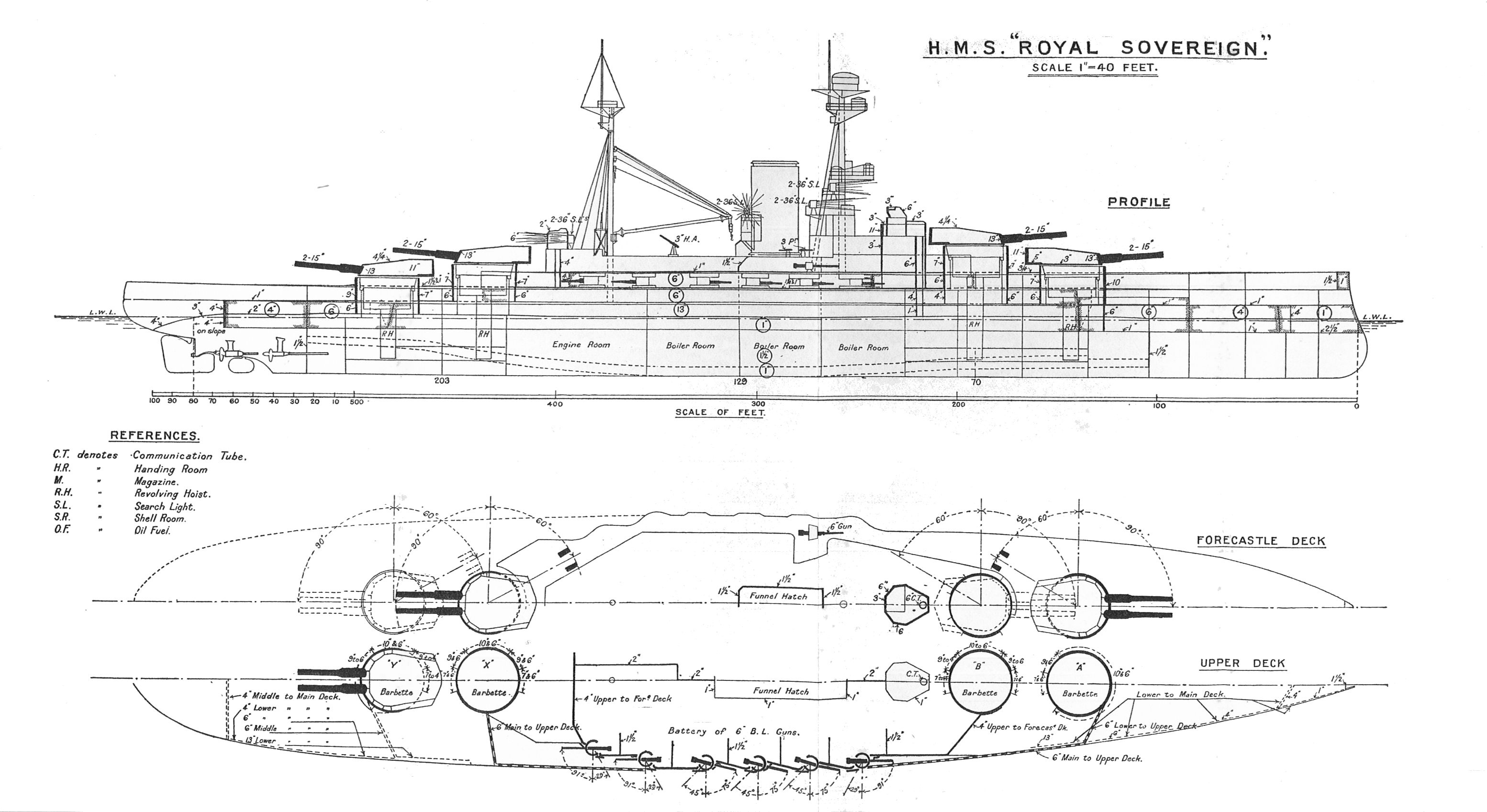
Схема линкора «Royal Sovereign»

## Дальнейшая судьба
15 января 1949 года «Архангельск» покинул Ваенгу и 4 февраля прибыл на военно-морскую базу Росайт. По возвращении корабля в базу техники Королевского Флота провели тщательную инспекцию систем корабля и, по их словам обнаружили, что большая часть оборудования непригодна для дальнейшего несения службы. Башни главного калибра не проворачивались весь период службы в ВМФ СССР и были заклинены в срединном положении. По причине плохого состояния линкор был отправлен на слом (на год позже, чем все прочие, более поздние корабли серии). 18 мая корабль прибыл в шотландский Инверкитинг, где и был разобран.
В 1950 году некоторые части 15-дюймовых башен линкора (два редуктора и связанные с ними шестерни) были использованы в конструкции 76-метрового радиотелескопа «Лавелл».